# The Chronicles of Spellborn
The Chronicles of Spellborn (TCoS) was een MMORPG, een Massively Multiplayer Online Role Playing Game, waarbij de speler een eigen personage (in het Engels: character) kan maken waarbij in een online-wereld met meerdere mensen tegelijk gespeeld kan worden. Deze online-wereld is altijd online en blijft doorgaan ook als de speler niet speelt. Het is ontwikkeld door de Nederlandse studio Spellborn International en uitgegeven door Frogster Interactive, Mindscape en Acclaim Games. Het spel speelt zich af in een post-apocalyptische fantasy wereld en is te verkrijgen in de winkels sinds 5 december 2008. Dit is ook de datum waarop de 'Free To Play' client is te downloaden. Deze kan gratis gespeeld worden tot level 7.9. Wil de speler hierna verder spelen zal er een abonnement genomen moeten worden. Sinds 14 augustus 2009 is dit spel Free 2 Play verklaard. De makers wilden het hele spel opnieuw maken. Het oude bestaat nog en kan gratis worden gespeeld.
Within Temptation schreef twee nummers voor het spel, genaamd "The Howling" en "Sounds of Freedom".

## Rassen
Bij de start van het spel dient de speler een eigen personage aan te maken. Hierbij kan gekozen worden uit twee rassen: De mensen (Human) en de Daevi.

## Combat
Er is geen automatisch richtsysteem, waardoor de speler moet rondlopen en richten om zo er voor te zorgen dat de tegenstander geraakt wordt. Het vechten binnen spellborn gebeurt met een skill-dek. Dit is een roterend wiel waarbij de speler zelf zijn eigen combinatie van skills kan samenstellen. Wanneer een skill op de eerste rij wordt uitgevoerd draait de skill-dek door naar de tweede rij, tot de laatste rij bereikt is waarna het begin weer bereikt wordt. Elke skill heeft een eigen oplaadtijd nodig voordat deze weer gebruikt kan worden, waardoor er goed moet worden nagedacht bij het invullen van het skill-dek.
Bij hogere levels heeft de speler keuze uit meerdere openingen in het skill-dek waardoor meer skills kunnen worden klaargezet voor het vechten.

### Uitrusting
De uitrusting is een van de punten waar spellborn het anders doet dan andere MMORPG's. Hieraan zijn namelijk geen statistische voordelen gekoppeld, waardoor de speler eruit kan zien zoals hij of zij dat wil. De statistische voordelen komen in de vorm van Sigils die de speler in de uitrusting kan stoppen.

### Sigils
Sigils kunnen de uitrusting en skills van een speler statistische voordelen geven. Vanaf level 10 kan de speler elke 3 levels een extra sigil-slot aan skills toevoegen. Tijdens het spelen in de wereld van spellborn zal de speler sigils kunnen ontdekken, verdienen en zelfs maken.

### Bodyslots
Met de keuze van een sub-klasse zullen de spelers bodyslots krijgen. Deze zijn verschillend per klasse en brengen naast de sub-klasse specifieke skills de meest kenmerkende onderscheidingen tussen de klassen. Zo zijn er huisdieren (Pets), die je verdedigen en assisteren bij het vechten van vijanden of gadgets die naar vijanden gegooid kunnen worden of kan een speler zelfs in andere gedaantes veranderen.

### Combos
Combos geven de speler een extra bonus wanneer deze succesvol wordt uitgevoerd. De speler dient een van de 3 openers uit te voeren, gevolgd door zo veel mogelijk normale skills en ten slotte een van de 3 sluiters.

## High Houses
De speler kan tijdens het spelen van het spel uit 5 verschillende 'High houses' kiezen
- House Maul
- House Torque
- House Silver
- House Shroud
- House Rune

## Klassen
De speler kan kiezen uit 3 hoofdklassen met elk 3 subklassen.
Warrior
- Bloodwarrior
- Wrathguard
- Adept

Mage
- Ancestral
- Void Seer
- Rune Mage

Rogue
- Deathhand
- Skinshifter
- Trickster